# Педро Сабальса
Педро Марія Сабальса Інда (ісп. Pedro María Zabalza Inda, нар. 13 квітня 1944, Памплона) — іспанський футболіст, що грав на позиції півзахисника, зокрема за «Барселону» та національну збірну Іспанії. По завершенні ігрової кар'єри — тренер.

## Клубна кар'єра
Народився 13 квітня 1944 року в Памплоні. Вихованець футбольної школи клубу «Оберена». Дорослу футбольну кар'єру розпочав 1963 року в основній команді того ж клубу, в якій провів один сезон. 
Протягом 1964—1967 років захищав кольори клубу «Осасуна».
Своєю грою за останню команду привернув увагу представників тренерського штабу «Барселони», до складу якої приєднався 1967 року. Відіграв за каталонський клуб наступні шість сезонів своєї ігрової кар'єри. Більшість часу, проведеного у складі «Барселони», був основним гравцем команди. Двічі, у 1968 і 1971 роках, допомогав їй здобувати Кубок Іспанії.
Протягом 1973—1976 років захищав кольори клубу «Атлетік Більбао», а завершував ігрову кар'єру у команді «Осасуна», до якої повернувся 1976 року і  кольори якої захищав до припинення виступів на професійному рівні у 1977.

## Виступи за збірну
1968 року дебютував в офіційних матчах у складі національної збірної Іспанії.
Загалом протягом своєї дворічної кар'єри в національній команді провів у її формі 6 матчів.

## Кар'єра тренера
Розпочав тренерську кар'єру, повернувшись до футболу після невеликої перерви, 1986 року, очоливши тренерський штаб «Осасуни», в якому пропрацював до 1994 року.
Протягом 1994–1995 років тренував «Райо Вальєкано», після чого ще на один сезон повертався до «Осасуни».

## Титули і досягнення
- Володар Кубка Іспанії (2):

«Барселона»: 1968, 1971